# Berliner Medizinische Gesellschaft
Die Berliner Medizinische Gesellschaft wurde am 31. Oktober 1860 gegründet. Entstanden ist sie durch die Vereinigung der Gesellschaft für wissenschaftliche Medicin mit dem Verein Berliner Ärzte. Das Organ der Gesellschaft ist die Deutsche Medizinische Wochenschrift.
Vorsitzende ist seit dem Jahr 2023 die Anästhesistin Claudia Spies. Die Geschäftsstelle befindet sich im Langenbeck-Virchow-Haus in Berlin. Seit 1980 verleiht die Gesellschaft in unregelmäßigen Abständen die Albrecht-von-Graefe-Medaille an Ärzte, die in der Medizinischen Wissenschaft, Forschung und Lehre herausragende Leistungen erbracht haben.

## Vorsitzende
- 1860–1870: Albrecht von Graefe (Ophthalmologe)
- 1871–1882: Bernhard von Langenbeck (Chirurg), zudem lebenslänglich Ehrenvorsitzender[2]
- 1882–1902: Rudolf Virchow (Pathologe)
- 1902–1907: Ernst von Bergmann (Chirurg)
- 1907–1911: Hermann Senator (Internist)
- 1911–1922: Johannes Orth (Pathologe)
- 1922–1930: Friedrich Kraus (Internist)
- 1930–1933: Alfred Goldscheider (Internist)
- 1933–1938: Carl von Eicken (Otorhinolaryngologe)
- 1938–1941: Richard Siebeck (Internist)
- 1941–1945: Friedrich Umber (Internist)
- 1950–1954: Wolfgang Heubner (Pharmakologe)
- 1954–1973: Hans Freiherr von Kress (Internist)
- 1974–1981: Heinz Herken (Pharmakologe)
- 1981–1994: Karl-Otto Habermehl (Virologe)
- 1994–1997: Ernst-Otto Riecken (Internist)
- 1997–2000: Heinz-Peter Schultheiss (Internist)
- 2000–2014: Helmut Hahn (Mikrobiologe)
- 2014–2023: Ivar Roots (Pharmakologe)
- seit 2023: Claudia Spies (Anästhesiologie und Intensivmedizin)